# Пролетарское сельское поселение (Краснодарский край)
Пролетарское сельское поселение — муниципальное образование в составе Кореновского района Краснодарского края России. 
В рамках административно-территориального устройства Краснодарского края ему соответствует Пролетарский сельский округ.
Административный центр — хутор Бабиче-Кореновский.

## Население
| 2010  | 2012  | 2013  | 2014  | 2015  | 2016  | 2017  |
| ----- | ----- | ----- | ----- | ----- | ----- | ----- |
| 2779  | ↗2783 | ↗2803 | ↗2841 | ↗2844 | ↘2821 | ↘2808 |
| 2018  | 2019  | 2020  | 2021  | 2023  |       |       |
| ↗2810 | ↘2800 | ↘2788 | ↘2495 | ↘2443 |       |       |

## Населённые пункты
В состав сельского поселения (сельского округа) входят 2 населённых пункта:
| № | Населённый пункт   | Тип населённого пункта | Население (чел.) |
| - | ------------------ | ---------------------- | ---------------- |
| 1 | Бабиче-Кореновский | хутор                  | ↗1242            |
| 2 | Пролетарский       | хутор                  | ↘1537            |